# Hier is...
Hier Is... is het debuutalbum van de Friese reggaeband Luie Hond, uitgebracht in januari 2004. Het album is vol nederreggae met liedjes over liefde, meisjes en seks zonder dat het platvloers wordt.
Ten tijde van de release bestond de band al ruim 6 jaar, en had al gematigde successen geboekt. Geboekt op Lowlands, voorprogramma van Ilse DeLange en regelmatig op 3FM. Dat laatste merk je in het intro waar opnames van aankondigingen van de band doorheen zijn gemixt.
Er zijn bij dit album 3 singles uitgegeven, waarvan bij twee een videoclip is gemaakt. De band heeft fans opgeroepen om mee te spelen in deze videoclips, en de tekst wordt in de clips dan ook geplaybackt door die fans. Nummertje door de vrouwelijke fans en Bons Gekregen door de mannelijke. Nummertje heeft op plaats 9 van meest aangevraagde clips op The Box gestaan.
Het nummer Doe Wat Je Lekker Vindt is opgenomen tijdens een concert op camping Stortemelk te Vlieland.

## Nummers
1. Intro
2. Nummertje
3. Een Man
4. Groupie Op Mun Stoepie
5. Kom Er Niet op
6. Als Drank Niet Meer Gelukkig Maakt
7. Doktertje Spelen
8. Bons Gekregen
9. Krimi (Aus der Reihe... Ein Mädchen im Geisterhaus unter Einfluß von Drogen)
10. Zwart Meisje
11. Dit Liedje
12. Doe Wat Je Lekker Vindt (live)
13. Suikeroom (bonus)

- Het nummer Nummertje staat bij de fans bekend als Sexliedje.